# Коулман Джетт Гойн
Коулман Джетт Гойн (англ. Coleman Jett Goin; 1911—1986) — американський герпетолог. Автор описання нових зоологічних таксонів.

## Біографія
У 1935 році почав навчання в Університеті Піттсбурга, але вже через рік перевівся до Університету Флориди. Під час навчання захопився герпетологією. Він добровільно допомагав у Музеї Карнегі під час літніх канікул.
Після закінчення навчання залишився працювати в Університеті Флориди спершу асистентом, потім професором зоології. Після виходу на пенсію, працював у Музеї Північної Аризони.
Коулман Джетт Гойн опублікував понад 120 праць та відкрив декілька нових таксонів земноводних. Він був президентом (1966), віце-президентом (1942—1946) і скарбником Американського товариства іхтіологів і герпетологів.